# Дјединка
Дјединка (слч. Dedinka, мађ. Fajkürt) насељено је мјесто са административним статусом сеоске општине (слч. obec) у округу Нове Замки, у Њитранском крају, Словачка Република.

## Становништво
| Година:    | 1994. | 2004.   | 2014.    | 2024.    |
| ---------- | ----- | ------- | -------- | -------- |
| Број људи: | 889   | 832     | 735      | 632      |
| Разлика:   |       | -6,41 % | -11,65 % | -14,01 % |

| Година:    | 2023. | 2024.   |
| ---------- | ----- | ------- |
| Број људи: | 647   | 632     |
| Разлика:   |       | -2,31 % |

Према подацима о броју становника из 2011. године насеље је имало 765 становника.